# (13579) Allodd
(13579) Allodd ist ein Asteroid des Hauptgürtels, der am 12. Juli 1993 vom belgischen Astronomen Eric Walter Elst (1936–2022) am La-Silla-Observatorium (Sternwarten-Code 809) der Europäischen Südsternwarte in Chile entdeckt wurde.
Der Asteroid wurde am 23. Mai 2000 auf Vorschlag des belgischen Mathematikers Jean Meeus (* 1928) nach den ungeraden Zahlen in aufsteigender Reihenfolge benannt (all odd), siehe die Nummerierung 13579 des Asteroiden.